# PEX3
PEX3‏ (Peroxisomal biogenesis factor 3) هوَ بروتين يُشَفر بواسطة جين PEX3 في الإنسان.